# 黑緣石斑魚
黑緣石斑魚，為輻鰭魚綱鱸形目鱸亞目鮨科的其中一種，分布於西大西洋區，從美國北卡羅萊納州至巴西南部海域，棲息深度5-330公尺，體長可達125公分，棲息在岩石、沙泥底質海域，為底棲性魚類，屬肉食性，以魚類、無脊椎動物等為食，會性轉變，先雌後雄，可做為食用魚、遊釣魚及觀賞魚。